# Osseten in der Türkei

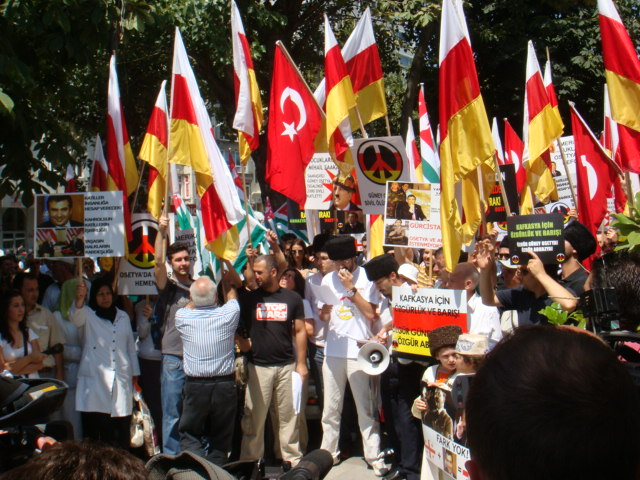
Osseten und Abchasen in Istanbul protestieren gemeinsam gegen das Eingreifen georgischer Truppen in Südossetien, August 2008

Die Osseten in der Türkei (ossetisch Турчы ирӕттӕ Turčy irættæ, türkisch Türkiye Osetleri) stellen mit etwa 100.000 Personen eine der kleineren ethnischen Minderheiten in der Türkei dar. Die iranischsprachigen Osseten sind ein eingewandertes Kaukasusvolk; die große Mehrheit spricht Ossetisch als Muttersprache. Die Osseten in der Türkei sind hauptsächlich Muslime.

## Geschichte
Die Osseten kamen wie die Tscherkessen und Tschetschenen nach dem Kaukasuskrieg 1817–1864 und dem Russisch-Türkischen Krieg 1877–1878 als Flüchtlinge aus dem Nordkaukasus ins Osmanische Reich.

## Siedlungsgebiet
Die Osseten leben verstreut in der gesamten Türkei und hauptsächlich in einigen Dörfern in den Provinzen Muş, Sivas, Tokat und Yozgat, je zwei Dörfer in Bitlis und Kars sowie je einem Dorf in Erzurum, Kayseri und Niğde. Dazu kommt die Diaspora-Gemeinde in der Metropole Istanbul und anderen türkischen Großstädten.

## Bekannte Osseten
- Bekir Sami Kunduh war ein osmanischer und türkischer Diplomat und Politiker sowie der erste Außenminister der Republik Türkei.